# Lycorina fici
Lycorina fici là một loài tò vò trong họ Ichneumonidae.